# Salganea inaequaliterspinosa
Salganea inaequaliterspinosa är en kackerlacksart som beskrevs av Hanitsch 1933. Salganea inaequaliterspinosa ingår i släktet Salganea och familjen jättekackerlackor. Inga underarter finns listade i Catalogue of Life.